# Еклиме
Еклиме (фр. Eclimeux) насеље је и општина у североисточној Француској у региону Север-Па д Кале, у департману Па де Кале која припада префектури Арас.
По подацима из 2011. године у општини је живело 166 становника, а густина насељености је износила 27,53 становника/km². Општина се простире на површини од 6,03 km². Налази се на средњој надморској висини од 116 метара (максималној 126 m, а минималној 82 m).

## Демографија
| 1962. | 1968. | 1975. | 1982. | 1990. | 1999. | 2011. |
| ----- | ----- | ----- | ----- | ----- | ----- | ----- |
| 215   | 216   | 172   | 176   | 155   | 162   | 166   |

График промене броја становника у току последњих година